# 塩原電車
塩原電車（しおばらでんしゃ）は、かつて栃木県の西那須野駅 - 塩原口駅間14.6kmを結んでいた軽便鉄道の鉄道会社である。1932年に休止の後、1936年に全線廃止された。

## 路線データ
1935年当時
- 路線距離：西那須野 - 塩原口間14.6km
- 軌間：1067mm
- 電化区間：全線（直流550V）
  - 関谷変電所、回転変流器（交流側445V直流側600V）直流側の出力200kW、常用1、製造所芝浦製作所
  - 同上、電動発電機（交流側375V直流側600V）直流側の出力100kW、予備2、製造所研電社[2]
- 複線区間：なし

## 歴史
西那須野から塩原温泉郷までの道路が土木県令とよばれた三島通庸により改修されたのは1884年（明治17年）の事であった。それ以降、塩原への鉄道の計画はいくつかあがったが実現にはいたらなかった。
1908年（明治41年）には、東京の山本音次郎、伊藤芳次郎、今井鉄次郎らにより西那須停車場-塩原温泉入口関谷までの乗合自動車運転が計画され、8月8日から営業を開始した。湯治客の利用で好況であったが、9月6日の豪雨により寸断された道路の復旧のめどが立たないため、運転は中止となり、そのまま東京に引き上げてしまったという。
1909年（明治42年）には、東京市の高嶋鑛橘が発起人総代になり、西那須野停車場より関谷までの電気鉄道と電灯事業の計画が具体化し、塩原水力電気株式会社が設立され、1910年（明治43年）9月29日特許が下付された。しかしその後、水力発電所の建設が不可能と判明し、1911年（明治44年）1月になり動力を蒸気に変更することとして、社名を塩原軌道株式会社に変更した。
そして敷設工事が始まったが、道路を走行する車両の危険性や、ばい煙による火災の懸念から西那須野停車場付近の住民から反対運動がおこり、会社に対し迂回の要求をした。折悪しく工事の資材を運搬していた蒸気機関車の火の粉により沿線の川島屋旅館が被害にあったことで、反対運動はさらに盛んになっていった。こうしたことに知事も無視できず、機関車には無煙炭やコークスを使用すること、機関車は夜明け前や日没後に運転をしないこと、必要な箇所に番人をおくこと等々の制限を付けた上で1912年7月11日に西那須野 - 関谷間が開業できることとなった。
ところが開業後間もなく高嶋社長の不明朗な経理が発覚した。社長は病気を理由に出社せず、1912年12月の株主総会は紛糾し役員の一部は会社を去っていった。その後、1914年（大正3年）1月に小久保六郎が社長となる。
また、使用していた機関車が力不足であることから、新たに機関車を増備したため、鉄道院から検査のために技師が派遣された。そこで使用していた機関車の動輪が摩耗して不良なこと、機関車の大修繕が必要なこと、踏切板が腐朽しているため交換が必要なこと等の問題点が指摘されたが、保守に十分な手がかけられない状況であった。導入した新機関車も重量が過大なため、橋桁の強度不足が指摘されており、改善が要求されていたが、それに対する返答をしなかったため、申請が一旦却下される始末で、1920年（大正9年）になりようやく認可された。
また営業成績であるが、終点塩原（新塩原駅）からは塩原温泉郷まで距離が遠いこともあり、利用客が増えず毎年欠損続きであった。1918年になると資本金12万円に対し負債が13万円になるなど会社は存亡の危機を迎えた。この事態を塩原村も憂慮し、有志が同社の株を買収し経営に参画するようになった。そういう時に救いの手を差し伸べてきたのが塩那電気株式会社であった。塩那電気からの提携の申し出を受け、1920年12月の重役会において電車により運転すること、路線を延長することを決定した。そして塩那電気から給電をうけ、1921年（大正10年）に電化、社名も塩原電車に改められた。
1922年（大正11年）には塩原口まで路線を延長し塩原温泉馬返まで連絡バスを運行すると乗客は徐々に増加していった。1924年（大正13年）には申請していた塩原福渡温泉延長の特許が下付された。1925年（大正14年）2月に6代目社長として植竹龍三郎が就任すると1926年（大正15年）6月関谷から矢板への延長を計画し申請（1931年8月却下）した。また電力不足から1928年（昭和3年）9月赤川発電所を開設し、塩那電気からの受電を廃止した。こうして植竹社長時代に増資、設備投資を計ってきたが、金融恐慌により温泉客が急激に減少。さらに福渡温泉への延長計画も多大な建設費がかかることから着工できないまま、ライバルの乗合自動車に客をうわばれていった。昭和初頭には、国道4号と塩原街道の交差点付近で陸軍のサイドカーと衝突事故を起こし、陸軍側に死傷者が生じたことから、一万円と推定される多額の賠償金を請求されたことも痛手となる。やがて1931年（昭和6年）に運転を休止、他の事業部門を徐々に切り売りするようになった。そして株主総会で会社解散を決議、1936年（昭和11年）1月14日に廃止された。

### 年表
- 1910年（明治43年）9月29日 - 塩原水力電気に対し軌道特許状下付（西那須野駅-塩谷郡箒根村間）[7]。
- 1911年（明治44年）7月2日 - 塩原軌道株式会社設立[8]。
- 1912年（明治45年）7月11日 - 西那須野 - 関谷間が開通。
- 1914年（大正3年）1月7日 - 軌道特許状下付[8]。
- 1915年（大正4年）10月24日 - 関谷 - 塩原（新塩原）間が開通。
- 1921年（大正10年）
  - 4月2日 - 軌道特許状下付（塩谷郡箒根村大字関谷字上野原-同村同字数小屋間）[9]。
  - 9月23日 - 塩原電車に社名変更。
  - 12月 - 直流550Vで電化。
- 1922年（大正11年）7月29日 - 塩原口開業全通。
- 1924年（大正13年）8月27日 - 軌道特許状下付（塩谷郡箒根村-同郡塩原町間）[10]。
- 1932年（昭和7年）
  - 1月19日 - 休止許可[注釈 3]。
  - 4月18日 - 会社閉業[11]
  - 10月29日 - 乗合自動車事業を関東自動車株式会社に譲渡。
- 1935年（昭和10年）
  - 5月15日 - 電気事業を塩那電気株式会社に譲渡。
  - 7月9日 - 軌道特許失効（塩谷郡箒根村-同郡塩原町間 指定ノ期限マテニ工事施行認可申請を為ササルタメ）[12]。
- 1936年（昭和11年）1月14日 - 廃止

## 輸送・収支実績
| 年度 | 輸送人員（人） | 貨物量（トン） | 営業収入（円） | 営業費（円） | 営業益金（円） | その他益金（円）     | その他損金（円） | 支払利子（円） |
| ---- | -------------- | -------------- | -------------- | ------------ | -------------- | -------------------- | ---------------- | -------------- |
| 1912 | 34,119         |                | 9,160          | 13,399       | ▲ 4,239        | 利子88               |                  | 2,943          |
| 1913 | 61,145         | 525            | 15,307         | 15,599       | ▲ 292          |                      |                  | 7,645          |
| 1914 | 64,592         | 2,284          | 18,691         | 11,086       | 7,605          |                      |                  | 6,666          |
| 1915 | 51,898         | 2,148          | 17,003         | 8,820        | 8,183          |                      |                  | 7,744          |
| 1916 | 52,757         | 2,808          | 20,722         | 15,062       | 5,660          |                      |                  | 7,645          |
| 1917 | 51,842         | 5,555          | 20,305         | 39,913       | ▲ 19,608       |                      |                  | 10,377         |
| 1918 | 63,378         | 3,376          | 28,637         | 25,566       | 3,071          |                      |                  | 9,660          |
| 1919 | 80,553         | 4,425          | 36,747         | 39,094       | ▲ 2,347        |                      |                  | 10,713         |
| 1920 | 100,810        | 5,240          | 48,685         | 38,048       | 10,637         |                      |                  | 17,420         |
| 1921 | 90,145         | 1,915          | 51,554         | 34,109       | 17,445         |                      |                  |                |
| 1922 | 121,810        | 1,317          | 90,891         | 47,954       | 42,937         |                      |                  |                |
| 1923 | 91,041         | 2,311          | 76,735         | 45,807       | 30,928         | 17,220               | 5,134            | 31,419         |
| 1924 | 126,303        | 1,050          | 94,826         | 44,761       | 50,065         | 21,481               | 5,518            | 27,298         |
| 1925 | 117,602        | 1,367          | 83,281         | 45,887       | 37,394         | 23,053               | 6,199            | 30,267         |
| 1926 | 111,307        | 620            | 81,994         | 32,530       | 49,464         | 23,043               |                  | 23,334         |
| 1927 | 121,346        | 3,199          | 95,465         | 38,023       | 57,442         | 39,402               |                  | 21,514         |
| 1928 | 98,581         | 2,871          | 87,286         | 59,221       | 28,065         | 電燈電力自動車25,665 | 償却金5,500      | 21,207         |
| 1929 | 39,311         | 602            | 37,696         | 25,544       | 12,152         | 電燈電力自動車10,826 | 雑損1,338        | 25,201         |
| 1930 | 39,771         | 304            | 33,364         | 30,355       | 3,009          | 電燈電力自動車21,055 |                  | 20,704         |
| 1931 | 50,661         | 185            | 32,965         | 25,489       | 7,476          | 電燈電力自動車18,040 | 雑損5,320        | 24,176         |
| 1932 | 営業休止       |                |                |              |                |                      |                  |                |

- 鉄道院年報、鉄道院鉄道統計資料、鉄道省鉄道統計資料、鉄道統計資料各年度版

## 停留所一覧
西那須野 - 三島 - 烏森公園 - 三島神社前 - 稲荷山 - 赤田 - 御嶽山道 - 千本松 - 金沢道（1927年7月31日廃止）- 関谷 - 新塩原（1922年7月29日?廃止）- 塩原口

## 車両
鉄道統計資料とは異同がある。
蒸気機関車は開業時アメリカのポーター社製2両。1914年にドイツのクラウス社製を増備（認可は1920年）なお付番は1 - 3ではなくA - Cだった。
客車は開業時6両。電化後も使用された。
貨車は開業時有蓋貨車3両。無蓋貨車4両
電車は電動車を1921年に3両用意し、1922年1両増備。すべて木製単車。1926年にボギー車の付随車を2両増備した。

## その他
那須塩原市にある大鷹の湯では、1997年よりフォークリフトから改造・復元した「開拓1號」を運転している。なおこの車両を製造するにあたって、京都市電や土佐電気鉄道「維新号」を参考にしている。